# CHiPs
CHiPs is een Amerikaanse televisieserie geproduceerd door de Metro-Goldwyn-Mayer Studios (onder licentie van Turner Entertainment). De serie werd in Nederland uitgezonden door de AVRO, die in de zomer van 1984 11 afleveringen van seizoen 1 uitzond. De gehele serie van 6 seizoenen is wél van 1977 tot 1983 in België door de Vlaamse BRT uitgezonden en trok ook veel Nederlandse kijkers.

## Verhaal
De serie is een licht misdaad-drama over twee motorpolitieagenten. Erik Estrada speelt de macho agent Francis ("Frank") Poncherello, met Larry Wilcox als zijn recht-door-zee partner Jon Baker. De twee zijn 'Highway Patrolmen' van de 'Central Los Angeles office' van de 'California Highway Patrol' (CHP, wat de titel van de serie, CHiPs, verklaart). Zij worden van opdrachten voorzien door Sergeant Joe (Joseph) Getraer, gespeeld door Robert Pine. De twee reden op een Kawasaki Z1000 P, waarbij de P staat voor Police.
Sommige afleveringen, vooral in het eerste seizoen, hebben een komische noot. Zaken die behandeld worden zijn onder andere ontsnapte criminelen, verkeersongelukken, en snelheidsovertredingen. De serie was gericht op een jong publiek, wat de reden was voor niet al te heftige actie en vooral ook humor.

## Personages
- Larry Wilcox als Officer Jonathan A. Baker (1977-1982)
- Erik Estrada als Officer Francis (Frank) Llewelyn Poncherello (1977-1983)
- Robert Pine als Sergeant Joe (Joseph) Getraer (1977-1983)
- Lew Saunders als Officer Gene Fritz (1977-1979)
- Brodie Greer als Officer Barry (Bear) Baricza (1977-1982)
- Paul Linke als Officer Artie (Arthur) Grossman (1977-1983)
- Lou Wagner als Harlan Arliss (1978-1983)
- Brianne Leary als Officer Sindy Cahill (1978-1980)
- Randi Oakes als Officer Bonnie Clark (1979-1982)
- Michael Dorn als Officer Jebediah Turner (1979-1982)
- Tom Reilly als Officer Bobby Nelson (1982-1983)
- Tina Gayle als Officer Kathy Linahan (1982-1983)
- Larrs Halibutt als Sergeant Goostav Smith (1977-1983)
- Bruce Penhall als Cadet/Officer Bruce Nelson (1982-1983)
- Clarence Gilyard als Officer Benjamin Webster (1982-1983)

## Verfilming
In 1998 werd als vervolg de televisiefilm CHiPs'99 gemaakt, met grotendeels de originele cast van de televisieserie.
In 2017 werd van de serie een bioscoopfilm gemaakt, met in de hoofdrollen Dax Shepard als Jon Baker en Michael Peña als Frank Poncherello. De film werd geregisseerd door Dax Shepard. Erik Estrada speelt een gastrol (cameo) in deze film.